# الحكومة المؤقتة لإسرائيل
كانت الحكومة المؤقتة لإسرائيل provisional government of Israel ((بالعبرية: הַמֶמְשָׁלָה הַזְמַנִּית‏) الحكومة المؤقتة التي حكمت المجتمع اليهودي في فلسطين الانتدابية، ودولة إسرائيل الوليدة فيما بعد، حتى تشكيل أول حكومة في مارس 1949 عقب انتخابات الكنيست الأولى في يناير من تلك السنة.
بعد أن تقرر إنهاء الانتداب البريطاني على فلسطين في 15 مايو 1948، بدأ المجلس الوطني اليهودي (الهيئة الحاكمة للجالية اليهودية)، في 2 مارس 1948 العمل على تشكيل حكومة مؤقتة. وفي 12 أبريل 1948 تم تشكيل مينهيليت هاعام (عبرية: מנהלת העם، بمعنى الإدارة الشعبية)، التي كان ينتمي جميع أعضاءها إلى مجلس الشعب، الهيئة التشريعية المؤقتة التي نصبت في نفس الوقت. وكان هيكل الإدارات التابع للمجلس الوطني اليهودي بمثابة أساس لوزارات الحكومة المؤقتة.
في 12 مايو، عقدت الإدارة الشعبية تصويت حول ما إذا كان ينبغي إعلان الاستقلال. وفقد ثلاثة من بين ثلاثة عشر عضواً، حيث كان كل من يهودا لايب مايمون وإسحاق غرونباوم عالقين في القدس، بينما كان إسحاق مائير ليفين في الولايات المتحدة. بدأ الاجتماع في 01:45 بعد ظهر اليوم وانتهى بعد منتصف الليل. وكان القرار بين قبول الاقتراح الأمريكي حول الهدنة، أو إعلان الاستقلال. طرح الخيار الأخير للتصويت، وقد أبدى ستة من بين عشرة أعضاء دعمهم له:
- مع: دافيد بن غوريون، ومردخاي بنتوف، وموشيه شاريت (ماباي)، بيرتز برنشتاين (الصهيونيين العموميين)، حاييم موشيه شابيرا (هبوعيل هميزراحي)، آهارون زيسلينغ (مبام).
- ضد: إليعازر كابلان، ودافيد ريمز (ماباي)، بنحاس روزن (حزب عليا الجديد)، بخور شالوم شيطريت (السفاراديم وطوائف الشرقيين).

في 14 مايو يوم إعلان استقلال إسرائيل، أصبحت الإدارة الشعبية الحكومية المؤقتة، بينما أصبح مجلس الشعب مجلس الدولة المؤقت. واعترفت الولايات المتحدة على وجه السرعة بالحكومة المؤقتة بصفتها السلطة الفعلية لإسرائيل، تبعتها إيران (التي كانت قد صوتت ضد قرار التقسيم)، وغواتيمالا، وآيسلندا، ونيكاراغوا، ورومانيا، وأوروغواي. منح الاتحاد السوفيتي الاعتراف الرسمي بإسرائيل في 17 مايو 1948، متبوعاً ببولندا، وتشيكوسلوفاكيا، ويوغوسلافيا، وأيرلندا، وجنوب أفريقيا. ومنحت الولايات المتحدة اعترافاً أوسع بعد إجراء الانتخابات الإسرائيلية الأولى، في 31 يناير 1949.

## القائمة
| الحكومة المؤقتة (Minhelet HaAm) مينهيليت هاعام |                    |                                                        |        |                                    |
|                                                | الشخص              | المنصب                                                 | اللحزب | اللحزب                             |
| 1                                              | دافيد بن غوريون    | Prime Minister Minister of Defense                     |        | ماباي                              |
| 2                                              | آهارون زيسلينغ     | Minister of Agriculture                                |        | حزب العمال الموحد                  |
| 3                                              | إليعازر كابلان     | Minister of Finance                                    |        | ماباي                              |
| 4                                              | موشيه شاريت        | Minister of Foreign Affairs                            |        | ماباي                              |
| 5                                              | حاييم موشيه شابيرا | Minister of Health Minister of Immigration             |        | Hapoel HaMizrachi                  |
| 6                                              | إسحاق غرونباوم     | Minister of Internal Affairs                           |        | Independent                        |
| 7                                              | بنحاس روزن         | Minister of Justice                                    |        | حزب عليا الجديد/Progressive Party ‏ |
| 8                                              | مردخاي بنتوف       | Minister of Labour and Construction                    |        | حزب العمال الموحد                  |
| 9                                              | بخور شالوم شيطريت  | Minister of Police Minority Affairs Minister of Israel |        | المجتمعات السفارديمية والشرقية     |
| 10                                             | يهودا لايب مايمون  | Minister of Religions Minister of War Victims          |        | Mizrachi                           |
| 11                                             | بيرتز برنشتاين     | Minister of Trade and Industry                         |        | General Zionists                   |
| 12                                             | دافيد ريمز         | Minister of Transportation                             |        | ماباي                              |
| 13                                             | اسحق مئير ليفين    | وزارة الرعاية                                          |        | أغودات يسرائيل                     |

## روابط خارجية
- Provisional State Council: Provisional Government موقع الكنيست (بالإنجليزية)
- الحكومة المؤقتة مركز المعلومات الوطني الفلسطيني